# 乔良 (军人)
乔良（1955年1月9日—），河南省杞县人，生于山西省忻县（今忻州市忻府区），中华人民共和国军旅作家、军事理论家、评论家，中国人民解放军空军少将。现任空军某部创作室副主任、空军指挥学院战略教授、国家安全政策研究委员会副秘书长、中国作家协会会员，并享受政府特殊津贴。他曾在CCTV-10《百家讲坛》节目主讲过《新解三十六计》。

## 简介
1955年1月9日，乔良出生在一个军人家庭。1972年应征入伍，历任放映员、地勤机械员，兰州军区空军某部专业作家，空军政治部创作室创作员。1974年开始发表作品。1983年加入中国作家协会。1988年毕业于中国作协鲁迅文学院和北大作家班。1999年，他与王湘穗合著的军事理论著作《超限战》出版，惊动了美国军方，被认为是“所谓世界上最先进的军事理论在前苏联解体后遇到的首次强力挑战”。
2016年8月，乔良推出17年後的新修訂版「超限戰與反超限戰」，除了原本內容外還擴增了十多年來國際新發展的整理和新理論。乔良指出戰爭的「泛化」是未來必然的結局，網路戰、資源戰、媒體戰、金融戰、文化戰，這些領域都將是未來激烈白熱的戰場，戰爭已經遠遠超出穿軍裝的軍人和飛機大砲的範圍，中國必須將所有的領域都軍事化看待，並接受大量不穿軍裝的非軍事人才是超限與反超限的關鍵，政府必須儘快介入所有的無形戰爭領域預做準備。同時也提到其實超限戰對於中國共產黨並不是陌生的新名詞，在國共內戰當時並沒有這名詞但就運用了很多超限戰概念雛形，去對抗蔣介石的傳統軍服戰爭，最後大獲全勝，所以新時代的黨員學習超限戰只是繼承發揚前人的智慧概念運用在新時代。

## 主要著作

### 军事理论著作
- 《超限战》（与王湘穗合作）
- 《全球军事排行榜》
- 《军官素质论》
- 《中国空军攻防兼备要论》
- 《关于军队改革的思考》
- 《帝國之弧》
- 《超限战與反超限戰》

### 文学作品
- 《雷，在峡谷中回响》
- 《末日之门》
- 《灵旗》
- 《大冰河》
- 《远天的风》
- 《城市与老板的编年史》